# Boris at Last -Feedbacker-
Boris at Last -Feedbacker- è un album in studio del gruppo musicale giapponese Boris, pubblicato nel 2003.

## Tracce
1. Feedbacker – 42:28

## Formazione

### Gruppo
- Takeshi – voce, basso, chitarra
- Wata – chitarra, voce
- Atsuo – batteria, voce